# Костенко Євдокія Леонтіївна
Євдокія Леонтіївна Костенко (14 березня 1922, Троїцьке, Катеринославська губернія — 8 лютого 1992, Троїцьке, Дніпропетровська область) — передовик радянського сільського господарства, свинарка колгоспу імені Кірова Павлоградського району Дніпропетровської області, Герой Соціалістичної Праці (1971).

## Біографія
Народилася 14 березня 1922 року в селі Троїцьке (нині Павлоградського району Дніпропетровської області) в селянській родині.
Навчалася в школі, рано почала трудову діяльність у сільському господарстві. Після закінчення школи працювала трактористом і шофером у місцевому колгоспі. В період Другої світової війни проживала на окупованій території з 1941 по 1943 роки. 
Після звільнення території знову стала працювати трактористом, однією з перших їй вдалося вивести в поле відремонтований своїми руками трактор. 
Пізніше перейшла працювати на свиноферму колгоспу імені Кірова. В колгоспі було понад 11 тисяч свиней. Виробництво свинини досягало 96 центнерів на 100 гектарів сільськогосподарських земель. Першою в районі перевела своїх свиноматок на турові опороси. Отримувала по 26-28 поросят від кожної свиноматки за рік. Стала однією з передових свинарок в районі та області. 
Указом Президії Верховної Ради СРСР від 8 квітня 1971 року за видатні успіхи, досягнуті в розвитку сільськогосподарського виробництва і виконання п'ятирічного плану продажу державі продукції тваринництва, Євдокії Леонтіївні Костенко присвоєно звання Героя Соціалістичної Праці з врученням ордена Леніна і медалі «Серп і Молот».
Працювала свинаркою у колгоспі до виходу на пенсію.
Останні роки життя мешкала в рідному селі. Померла 8 лютого 1992 року. Похована на сільському кладовищі.

## Нагороди
- золота зірка «Серп і Молот» (08.04.1971)
- орден Леніна (08.04.1971)
- Орден Жовтневої Революції (06.09.1973)
- інші медалі.